# Liste der Naturdenkmale in Heuchlingen
| Naturdenkmale | Anzahl |
| ------------- | ------ |
| FND           | 4      |
| END           | 9      |
| Gesamt        | 13     |

Die Liste der Naturdenkmale in Heuchlingen nennt die verordneten Naturdenkmale (ND) der im baden-württembergischen Ostalbkreis liegenden Gemeinde Heuchlingen. In Heuchlingen gibt es insgesamt 13 als Naturdenkmal geschützte Objekte, davon 4 flächenhafte Naturdenkmale (FND) und 9 Einzelgebilde-Naturdenkmale (END).
Stand: 31. Oktober 2016.

## Flächenhafte Naturdenkmale (FND)
| Name                                 | Bild | Kennung     | Einzelheiten | Position | Fläche Hektar | Datum |
| ------------------------------------ | ---- | ----------- | ------------ | -------- | ------------- | ----- |
| Pflanzenstandort Hackbank            | BW   | 81360290005 | Heuchlingen  | ⊙        | 0,5           |       |
| Verlandungstümpel bei den Mäderhöfen | BW   | 81360290004 | Heuchlingen  | ⊙        | 0,0           |       |
| Vogelschutzhain bei Heuchlingen      | BW   | 81360290011 | Heuchlingen  | ⊙        | 1,0           |       |
| Waldsaum Kohlholz                    | BW   | 81360290003 | Heuchlingen  | ⊙        | 0,6           |       |
| Legende für Naturdenkmal             |      |             |              |          |               |       |

## Einzelgebilde (END)
| Name                             | Bild | Kennung     | Einzelheiten | Position | Fläche Hektar | Datum |
| -------------------------------- | ---- | ----------- | ------------ | -------- | ------------- | ----- |
| 1 Eiche bei den Hafneräckern     | BW   | 81360290012 | Heuchlingen  | ⊙        | 0,0           |       |
| 1 Eiche beim Schloß              | BW   | 81360290010 | Heuchlingen  | ⊙        | 0,0           |       |
| 1 Eiche in Brackwang             | BW   | 81360290001 | Heuchlingen  | ⊙        | 0,0           |       |
| 1 Eiche in Heuchlingen           | BW   | 81360290007 | Heuchlingen  | ⊙        | 0,0           |       |
| 1 Linde bei der Friedhofskapelle | BW   | 81360290013 | Heuchlingen  | ⊙        | 0,0           |       |
| 2 Eichen am Feuersee             | BW   | 81360290002 | Heuchlingen  | ⊙        | 0,0           |       |
| 2 Linden an der Hofeinfahrt      | BW   | 81360290009 | Heuchlingen  | ⊙        | 0,0           |       |
| 2 Linden bei den Mäderhöfen      | BW   | 81360290014 | Heuchlingen  | ⊙        | 0,0           |       |
| 2 Linden bei der Mühle           | BW   | 81360290008 | Heuchlingen  | ⊙        | 0,0           |       |
| Legende für Naturdenkmal         |      |             |              |          |               |       |